# Strzelectwo na Olimpiadzie Letniej 1906
Strzelectwo na Olimpiadzie Letniej 1906 odbyło się w dniach 23 – 28 kwietnia. Rozegrano 16 konkurencji strzeleckich, w tym cztery uznane jako nieoficjalne. W tabeli medalowej tryumfowali zawodnicy ze Szwajcarii, którzy 5-krotnie zdobywali najwyższy stopień podium. W zawodach strzeleckich udział wzięło 68 sportowców z 12 państw.

## Rezultaty
| Konkurencja                                                       | |                                                                                           |                                                                                            |
| ----------------------------------------------------------------- | --- | ----------------------------------------------------------------------------------------- | ------------------------------------------------------------------------------------------ |
| Pistolet dowolny, 25 metrów                                       | Maurice Lecoq                                                                                             | Léon Moreaux                                                                              | Aristidis Rangawis                                                                         |
| Pistolet dowolny, 50 metrów                                       | Jeorjos Orfanidis                                                                                         | Jean Fouconnier                                                                           | Aristidis Rangawis                                                                         |
| Pistolet pojedynkowy, 20 metrów                                   | Léon Moreaux                                                                                              | Cesare Liverziani                                                                         | Maurice Lecoq                                                                              |
| Pistolet pojedynkowy, 25 metrów                                   | Konstandinos Skarlatos                                                                                    | Hübner von Holst                                                                          | Vilhelm Carlberg                                                                           |
| Karabin dowolny, dowolna postawa, 300 metrów                      | Marcel Meyer de Stadelhofen                                                                               | Konrad Stäheli                                                                            | Léon Moreaux                                                                               |
| Karabin dowolny, trzy postawy, 300 metrów, drużynowo              | Szwajcaria · Marcel Meyer de Stadelhofen · Alfred Grütter · Jean Reich · Louis Richardet · Konrad Stäheli | Norwegia · Gudbrand Skatteboe · Julius Braathe · Albert Helgerud · John Møller · Ole Holm | Francja · Léon Moreaux · Maurice Lecoq · Jean Fouconnier · Raoul de Boigne · Maurice Faure |
| Rewolwer wojskowy, 20 metrów                                      | Louis Richardet                                                                                           | Aleksandros Teofilakis                                                                    | Jeorjos Skotadis                                                                           |
| Rewolwer wojskowy, 20 metrów (Gras 1873–1874)                     | Jean Fouconnier                                                                                           | Raoul de Boigne                                                                           | Hermann Martin                                                                             |
| Karabin wojskowy, klęcząc lub stojąc, 200 metrów (Gras 1873–1874) | Léon Moreaux                                                                                              | Louis Richardet                                                                           | Jean Reich                                                                                 |
| Karabin wojskowy, klęcząc lub stojąc, 300 metrów                  | Louis Richardet                                                                                           | Jean Reich                                                                                | Raoul de Boigne                                                                            |
| Trap, runda pojedyncza, 16 metrów                                 | Gerald Merlin                                                                                             | Joanis Peridis                                                                            | Sidney Merlin                                                                              |
| Trap, runda podwójna, 14 metrów                                   | Sidney Merlin                                                                                             | Anastasios Metaksas                                                                       | Gerald Merlin                                                                              |
| Konkurencje nieoficjalne                                          | |                                                                                           |                                                                                            |
| Karabin dowolny, trzy postawy, 300 metrów                         | Gudbrand Skatteboe                                                                                        | Konrad Stäheli                                                                            | Jean Reich                                                                                 |
| Karabin dowolny leżąc, 300 metrów                                 | Gudbrand Skatteboe                                                                                        | Louis Richardet                                                                           | Konrad Stäheli                                                                             |
| Karabin dowolny klęcząc, 300 metrów                               | Konrad Stäheli                                                                                            | Louis Richardet                                                                           | Marcel Meyer de Stadelhofen                                                                |
| Karabin dowolny stojąc, 300 metrów                                | Gudbrand Skatteboe                                                                                        | Julius Braathe                                                                            | Albert Helgerud                                                                            |

## Tabela medalowa
| Poz. | Państwo         |   |   |   | Łącznie |
| 1    | Szwajcaria      | 5 | 6 | 4 | 15      |
| 2    | Francja         | 4 | 3 | 5 | 12      |
| 3    | Norwegia        | 3 | 2 | 1 | 6       |
| 4    | Grecja          | 2 | 3 | 3 | 8       |
| 5    | Wielka Brytania | 2 | 0 | 2 | 4       |
| 6    | Szwecja         | 0 | 1 | 1 | 2       |
| 7    | Włochy          | 0 | 1 | 0 | 1       |